# Sonata per a piano núm. 14 en la menor, D 784 (Schubert)
Sonata per a piano núm. 14 en la menor, D 784 (publicada de manera pòstuma com a Op. 143), és una de les obres per a piano importants de Franz Schubert. La va compondre el mes de febrer de 1823, potser com a reacció davant la greu malaltia, sífilis, contreta l'any anterior. Tanmateix, no va ser publicada fins al 1839, onze anys després de la seva mort. Va ser dedicada a Felix Mendelssohn pels seus editors. La Sonata D 784, fou la última de tres moviments, i és considerada pels experts com la proclamació d'una nova era en les composicions per a piano de Schubert i per ser una obra profunda i de vegades obsessivament tràgica.

## Estructura

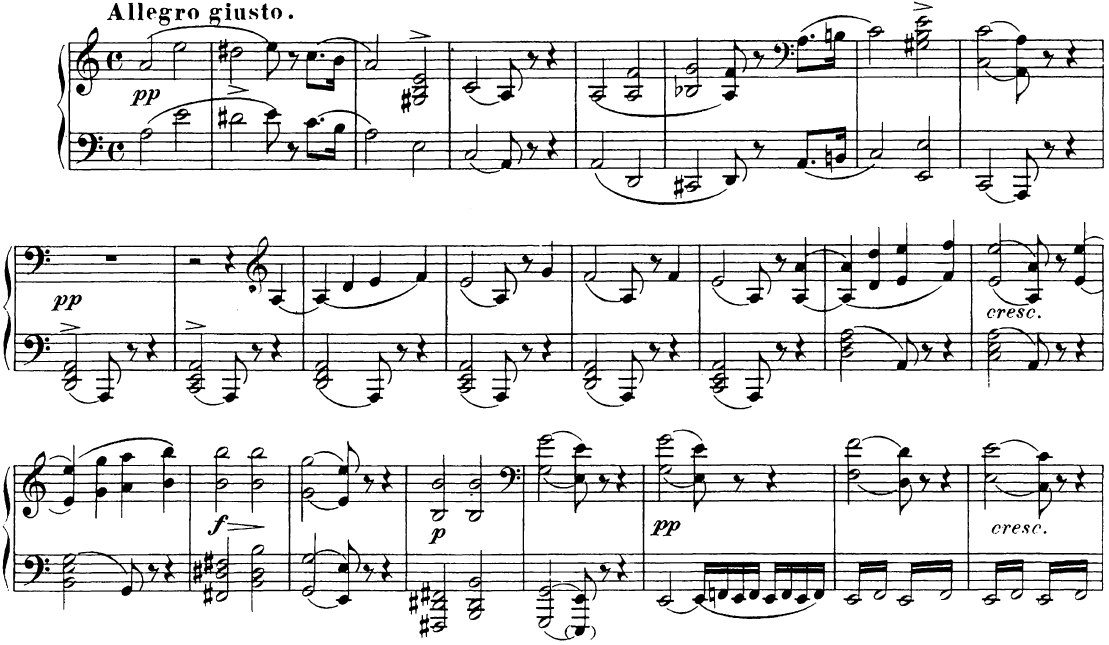
Obertura del primer moviment

### I. Allegro giusto
Aquest moviment, en la tonalitat de la menor, empra una nova textura pianística, que no s'observa en les obres anteriors de Schubert: de fet, una cinquena part del moviment és amb octaves. A més, Schubert també ofereix un nou mètode d'organització temporal del moviment (el seu tempo i ritme) i, poc habitual en la seva obra, no modula massa.

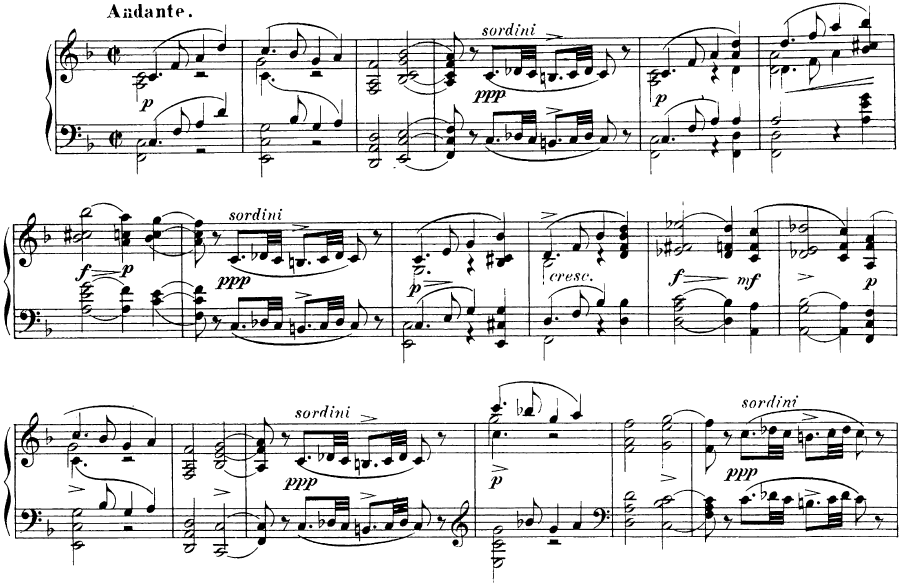
Obertura del segon moviment

### II. Andante
En fa major. El breu moviment lent té tres parts: A - B - A. Després de la omnipresent tensió del moviment anterior, el primer tema, un coral senzill i lluminós en fa major, condueix a un veritable element relaxant de la sonata. Aquesta petita fórmula rítmica és insistent i amenaçant i condueix directament a la part B, tempestuosa i modulant, amb els seus trinats vehements. La calma torna i les tornades corals, acompanyades per trinats de fons.
La coda posa la petita fórmula rítmica en un primer pla, i finalment el moviment acaba recuperant el tranquil coral.

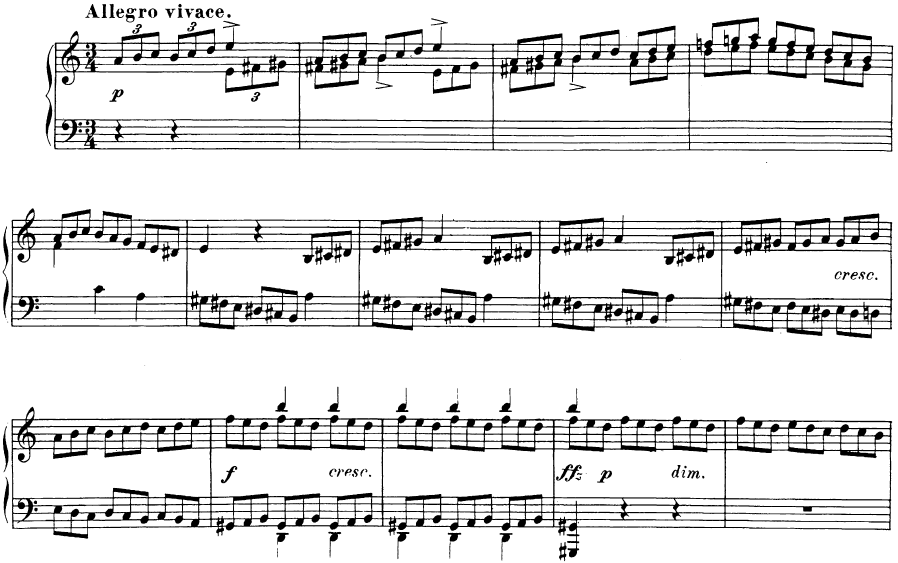
Obertura del tercer moviment

### III. Allegro vivace
En la menor. Leo Black ha comentat que Schubert, en el moviment lent d'aquesta sonata, fa servir el mateix ritme de la cançó "Un den Mond, en einer Herbstnacht" de 1818. També ha observat que Schubert fa una al·lusió musical al moviment lent de la Sonata Arpeggione, D. 784.